# Meeting de Atletismo Madrid 2017
Il Meeting de Atletismo Madrid 2017 è stato la 36ª edizione dell'annuale meeting di atletica leggera; le competizioni hanno avuto luogo al Centro Deportivo Moratalaz di Madrid, il 14 luglio 2017. Il meeting è stato la settima tappa del circuito IAAF World Challenge 2017.

## Risultati[1]

### Uomini
| Specialità          | 1º classificato   | Prestazione | 2º classificato        | Prestazione | 3º classificato  | Prestazione |
| 100 m               | Yuniér Perez      | 10"09       | Xie Zhenye             | 10"11       | Ryan Shields     | 10"20       |
| 200 m               | Isaac Makwala     | 19"77       | Brandon Carnes         | 20"42       | Dedric Dukes     | 20"50       |
| 400 m               | Isaac Makwala     | 43"92       | Vernon Norwood         | 44"75       | Kévin Borlée     | 44"79       |
| 800 m               | Antoine Gakeme    | 1'44"44     | Erik Sowinski          | 1'45"01     | Álvaro de Arriba | 1'45"06     |
| 1500 m              | Benjamin Kigen    | 3'36"36     | Silas Kiplagat         | 3'37"52     | Federico Bruno   | 3'38"49     |
| 110 m ostacoli      | Andrew Riley      | 13"40       | Balázs Baji            | 13"49       | Roger Iribarne   | 13"55       |
| Salto in lungo      | Maykel Massó      | 8,33 m      | Juan Miguel Echevarría | 8,28 m      | Zarck Visser     | 8,23 m      |
| Getto del peso      | Damien Birkinhead | 21,20 m     | Carlos Tobalina        | 20,31 m     | Borja Vivas      | 19,90 m     |
| Lancio del martello | Paweł Fajdek      | 80,82 m     | Pavel Barėjša          | 77,52 m     | Marcel Lomnický  | 75,63 m     |

### Donne
| Specialità       | 1º classificato    | Prestazione | 2º classificato         | Prestazione | 3º classificato         | Prestazione |
| 200 m            | Lorène Bazolo      | 23"08       | Mariely Sánchez         | 23"22       | Anyika Onuora           | 23"28       |
| 400 m            | Courtney Okolo     | 50"71       | Carline Muir            | 51"62       | Anyika Onuora           | 51"81       |
| 800 m            | Rose Mary Almanza  | 1'59"11     | Sanne Verstegen-Wolters | 1'59"55     | Chrishuna Williams      | 2'00"03     |
| 3000 m           | Azemra Gebru       | 8'43"68     | Gelete Burka            | 8'43"68     | Sandrafelis Chebet Tuei | 8'50"18     |
| 400 m ostacoli   | Sage Watson        | 54"59       | Cassandra Tate          | 54"80       | Sparkle McKnight        | 55"87       |
| Salto in alto    | Inika McPherson    | 1,96 m      | Ruth Beitia             | 1,94 m      | Oksana Okunjeva         | 1,92 m      |
| Salto con l'asta | Ol'ga Mullina      | 4,58 m      | Robeilys Peinado        | 4,53 m      | Iryna Žuk               | 4,53 m      |
| Salto triplo     | Caterine Ibargüen  | 14,49 m     | Shanieka Ricketts       | 14,38 m     | Patrícia Mamona         | 14,13 m     |
| Lancio del disco | Andressa de Morais | 59,21 m     | Whitney Ashley          | 58,63 m     | Natalija Semenova       | 58,32 m     |